# انفجار صهريج وقود سوليجا 2025
في 18 يناير/كانون الثاني 2025، انقلبت ناقلة وقود تحمل حوالي 60 ألف لتر من البنزين عند تقاطع ديكو بالقرب من سوليجا، ولاية النيجر شمال نيجيريا، مما أدى إلى انفجار كارثي أسفر عن مقتل 70 شخصًا على الأقل، بعد أن تجمع السكان المحليون لجمع الوقود المنسكب.

## الحادث
وقع الانفجار حوالي الساعة 10:00 صباحًا بتوقيت غرب نيجيريا عند تقاطع ديكو على طول الطريق السريع الرئيسي الذي يربط العاصمة الفيدرالية النيجيرية أبوجا بكادونا . ووفقًا لقائد هيئة السلامة على الطرق الفيدرالية في ولاية النيجر كومار تسوكوام، فقد بدأ الحادث عندما انقلبت شاحنة صهريج تحمل البنزين، مما أدى إلى انسكاب محتوياتها. وقد وقع السكان المحليون الذين تجمعوا لجمع الوقود المنسكب في الانفجار اللاحق. وذكرت وكالة إدارة الطوارئ في ولاية النيجر أن الانفجار الكارثي وقع عندما لامس البنزين المنسكب مولدًا يستخدم لتسهيل عملية نقل الوقود.